# Hagood Hardy
Hugh Hagood Hardy, CM, (* 26. Februar 1937 in Angola, Indiana; † 1. Januar 1997 in Hamilton, Ontario) war ein kanadischer Vibraphonist, Pianist und Filmkomponist.

## Leben und Wirken
Hardy, der in Oakville (Ontario) aufwuchs, erwarb den Bachelor of Arts am Trinity College der University of Toronto, außerdem hatte er Privatunterricht bei Gordon Delamont. Er spielte ab Anfang der 1960er Jahre in den USA mit Gigi Gryce, Martin Denny, Herbie Mann, George Shearing. Nach seiner Rückkehr nach Kanada arbeitete er mit eigenem Trio, das er bald zu der Popgruppe Montage erweiterte, mit der er auch in Europa tourte. Unter eigenem Namen legte er ab Anfang der 1970er Jahre eine Reihe von Singles und Alben im Bereich des Pop und Easy Listening vor. Die Single The Homecoming erreichte 1975 die Charts in den USA (#41 Pop, #6 Easy Listening). Er komponierte außerdem Jingles und Filmmusiken für eine Reihe von CBS-Fernsehserien, u. a. für die Serien Das Mädchen aus der Stadt, Anne auf Green Gables und den Horrorfilm Labyrinth der Monster (1982). 

## Diskografie (Auswahl)
Alben
- 1975: The Homecoming (CA: ×2Doppelplatin )[1]
- 1978: A Very Special Christmas With Hagood Hardy (CA: Gold)
- 1979: The Hagood Hardy Collection (CA: Gold)
- 1988: All My Best (CA: Gold)
- 1989: A Christmas Homecoming (CA: Platin)
- 1995: Alone (CA: Platin)

Singles
- 1975: The Homecoming (CA: Gold)

## Auszeichnungen
Hardy wurde mehrmals mit dem kanadischen Juno Awards als Komponist und Instrumentalist ausgezeichnet; 1976 war er Instrumental Artist of the Year des Billboard. 1977 erhielt er den Harold Moon Award der BMI Canada (SOCAN); 1992 wurde er mit dem Order of Canada ausgezeichnet.